# Ewa Geller
Ewa Geller (ur. 7 września 1955 w Warszawie, zm. 21 grudnia 2023 tamże) – polska językoznawczyni, profesor nauk humanistycznych, wykładowczyni Uniwersytetu Warszawskiego, specjalistka językoznawstwa germańskiego i jidyszystyki.

## Życiorys
W 1978 uzyskała tytuł magistra w Instytucie Germanistyki na podstawie pracy Die verbalen Neologismen unter dem Aspekt der semantisch-logischen Valenztheorie napisanej pod kierunkiem Józefa Wiktorowicza. W 1988 doktoryzowała się tamże na podstawie opracowania Polskie i wschodniosłowiańskie wpływy leksykalne i strukturalne w jidysz na przykładzie wybranych utworów I. B. Singera (promotor: Aleksander Szulc). W 2002 habilitowała się na podstawie monografii Warschauer Jiddisch (Jidysz Żydów warszawskich). W 2017 otrzymała tytuł naukowy profesora.
Od 1978 zawodowo związana z macierzystym Instytutem. Od 2007 jako profesor nadzwyczajna. Pełniła funkcję prodziekan do spraw naukowych Wydziału Neofilologii (2015–2020). Wykładała gościnnie także na Uniwersytecie Wiedeńskim (2006/07) i Humboldtów w Berlinie (2009–2011). Wypromowała dwoje doktorów.
Prowadziła zajęcia z lingwistyki kontaktu językowego, wstępu do psycholingwistyki, wstępu do socjolingwistyki, fonetyki i fonologii języka niemieckiego, historii języka niemieckiego oraz języka jidysz.
Odznaczona w 2014 Krzyżem Kawalerskim Orderu Odrodzenia Polski za wybitne zasługi w pracy naukowo-badawczej i dydaktycznej. W 2016 została laureatką Nagrody Jana Karskiego i Poli Nireńskiej.
Córka Zofii i Zygmunta. Pochowana na Cmentarzu Wojskowym na Powązkach.

## Wybrane publikacje
- Jidysz – język „mieszany”?, Warszawa, 1993.
- Hidden Slavic Structure in Modern Yiddish, Tübingen: Niemeyer, 1999.
- Jidysz: język Żydów polskich, Warszawa: Wydawnictwo Naukowe PWN, 1994.
- Warschauer Jiddisch, Berlin: de Gruyter, 2001 (Phonai 46).
- z Michałem Gajkiem i Agatą Reibach: Yiddish as a Mixed Language. Yiddish-Slavic Language Contact and Its Linguistic Outcome. Leiden: Brill, 2022.